# Xã Grant, Quận Roberts, South Dakota
Xã Grant (tiếng Anh: Grant Township) là một xã thuộc quận Roberts, tiểu bang Nam Dakota, Hoa Kỳ. Năm 2010, dân số của xã này là 194 người.